# Coraline Ada Ehmke
Coraline Ada Ehmke est une développeuse de logiciels et une défenseuse de l'open source basée à Chicago, Illinois. Elle commence sa carrière en tant que développeuse Web en 1994 et travaille dans divers secteurs, notamment l'ingénierie, le conseil, l'éducation, la publicité, les soins de santé et l'infrastructure de développement de logiciels. Elle est connue pour ses contributions à Ruby et a remporté en 2016 le prix Ruby Hero à RailsConf, une conférence pour les développeurs de Ruby on Rails. Elle est également connue pour son travail et son activisme en faveur de la justice sociale, la création du Contributor Covenant et la promotion de l'adoption généralisée de codes de conduite dans les projets et les communautés open source.

## Biographie
Coraline Ehmke commence à écrire des logiciels en 1994, en utilisant le langage de programmation Perl. Elle écrit ensuite des logiciels en ASP. NET et Java, avant de découvrir Ruby en 2007. Elle est l'autrice de 25 gemmes Ruby et contribue à des projets tels que Rspec et Ruby on Rails. Elle intervient fréquemment lors de conférences sur les logiciels, et elle prononce des discours liminaires lors de plusieurs conférences technologiques dans le monde, notamment RubyFuza au Cap, en Afrique du Sud et RubyConf Brésil.
En 2013, lors de la conférence Madison + Ruby, Ehmke fait partie d'un groupe de personnes qui annoncent la création d'une communauté de technologues LGBT appelée LGBTech. Lors de cette annonce, elle révèle publiquement le fait qu'elle est transgenre.
En 2014, Ehmke crée OS4W.org, un site web pour aider les femmes à contribuer à l'open source en les mettant en contact avec des mentors et des partenaires de programmation en binôme, et en identifiant des projets open source qui accueillent divers contributeurs,,.
La même année elle crée le Contributor Covenant, un code de conduite utilisé dans plus de 40000 projets open source, y compris tous les projets de Google, Microsoft et Apple,,. En 2016, elle reçoit un prix Ruby Hero en reconnaissance de son travail sur ce Covenant Contributor,. 
Après des allégations de harcèlement sexuel envers le fondateur et PDG de GitHub et son épouse en mars 2014, Ehmke a rejoint Betsy Haibel pour créer un service appelé Culture Offset. Culture Offset permet aux personnes qui souhaitent boycotter GitHub (mais ne sont pas en mesure de le faire car il est nécessaire pour leur travail) de « forcer » leur utilisation en dirigeant les dons vers des organisations travaillant pour aider les personnes sous-représentées dans l'industrie des technologies. Ce projet est présenté dans le Wall Street Journal et le magazine Wired,.
Ehmke fait partie d'un panel pour le podcast Ruby Rogues de 2014 à 2016, et est fondatrice du podcast Greater Than Code,. Elle siège au conseil d'administration de Ruby Together et RailsBridge,.
En 2016, elle rejoint GitHub en tant que développeuse senior dans une équipe qui développe des fonctionnalités de gestion communautaire et anti-harcèlement pour la plate-forme logicielle. Elle est licenciée environ un an plus tard et, le 5 juillet 2017, elle publie un article critiquant la culture de Github et les circonstances entourant de son licenciement,,. Son histoire est présentée dans un rapport de 2017 sur les clauses de silence et les accords de non-dénigrement publié par CNN.
En 2018, Ehmke participe à un débat au Forum des Nations Unies sur les entreprises et les droits de l'homme à Genève, en Suisse, sur le thème des entreprises technologiques constituant une menace pour les droits de l'homme,,.
Ehmke est une cible répétée de reportages négatifs par des organisations d'extrême droite et des blogueurs, y compris Breitbart News, et s'est décrite comme une « Social justice warrior notoire » après avoir été surnommée ainsi dans un article de Breitbart à propos de son adhésion à GitHub,.

## Vie privée
Ehmke est transgenre et commence sa transition en mars 2014,. Elle rend publique sa transition dans l'espoir d'aider d'autres personnes et a donné plusieurs interviews sur ses expériences de transition et de travail en tant que femme trans dans la technologie,. Elle donne une conférence sur ses expériences intitulée « Il ne travaille plus ici » aux conférences Keep Ruby Weird, Alterconf et Madison + Ruby .
Ehmke écrit et enregistre de la musique et sort plusieurs albums sous le nom de A Little Fire Scarecrow,,.